# Droga magistralna A7 (Łotwa)
Droga magistralna A7 (łot. Autoceļš A7 (Latvija) – łotewska droga magistralna długości 85,10 km. Łączy stolicę kraju, Rygę z Bauska oraz granicą łotewsko-litewską, gdzie przechodzi w litewską drogę magistralną A10 w kierunku Poniewieża. Na odcinku granica LV-LT - rondo z A5 jest częścią trasy europejskiej E67.